# Polska Hokej Liga (2025/2026)
Polska Hokej Liga 2025/2026 – 91. sezon mistrzostw Polski w hokeju na lodzie mężczyzn, po raz 71. przeprowadzony w formie rozgrywek ligowych, a po raz 13. pod nazwą Polskiej Hokej Ligi.

## Organizacja rozgrywek
8 sierpnia 2025 ogłoszono terminarz rozgrywek.

### Kluby uczestniczące
W kwietniu 2025 ogłoszono, że władze klubu BS Polonia Bytom wykupią tzw. „dziką kartę” uprawniającą do przystąpienia do rozgrywek PHL od edycji 2025/2026.
Licencje kolejno otrzymały podmioty prowadzące drużyny: GKS Katowice, GKS Tychy, Unia Oświęcim, JKH GKS Jastrzębie, Zagłębie Sosnowiec, Cracovia, Polonia Bytom, KH Energa Toruń.